# Saskia Sassen
Saskia Sassen (Haia, Países Baixos, 1947) é uma socióloga neerlandesa conhecida por seus estudos da urbanização, no contexto da globalização, e por ter introduzido o conceito de cidade global. É professora de sociologia da  Universidade de Columbia e  professora visitante da London School of Economics.

## Biografia
Nasceu em Haia (Países Baixos), em 1947, mas cresceu em Buenos Aires, para onde sua família se transferiu em 1950. Passou boa parte de sua juventude na Itália e, em 1966, instalou-se na França para estudar na Universidade de Poitiers durante um ano. Posteriormente prosseguiu os estudos na Universidade de Roma "La Sapienza". Retornou a Buenos Aires para graduar-se em Filosofia e Ciência Política pela Universidade de Buenos Aires. A partir de 1969, transferiu-se para Indiana, para estudar sociologia e economia na Universidade de Notre Dame, onde concluiu seu mestrado, em 1971, e o doutorado, em 1974. Realizou pesquisa de pós-doutorado no Centro de Estudos Internacionais da Universidade Harvard. Atualmente é profesora de Sociología da cátedra Robert S. Lynd na Universidade de Columbia, em Nova York, e professora visitante de Economia Política do Departamento de Sociología da London School of Economics. É doutora honoris causa pelas universidades de Valência (Espanha), Delft (Países Baixos), Poitiers (França),  Gante (Bélgica), Warwick (Reino Unido) e pelo Real Instituto de Tecnologia de Estocolmo (Suécia).
Integra o Conselho de Relações Exteriores e o Painel sobre Cidades da Academia Nacional de Ciências dos Estados Unidos. Presidiu o Comitê de Tecnologias da Informação e Cooperação Internacional do Conselho de Pesquisa em Ciências Sociais dos EUA.
Recebeu o  Prêmio Princesa de Astúrias de Ciências Sociais, em 2013. Na época, foi a única mulher incluída entre os dez principais cientistas sociais do mundo, segundo o ranking do  Social Sciences Citation Index, no qual figuraram também Anthony Giddens, Jürgen Habermas e Zygmunt Bauman. 
Desde 2020, é membro do Grupo Científico de Justiça Penal Italiana, Europeia e Internacional do Instituto Iberoamericano de Estudos Jurídicos (Iberojur), coordenado por Bruna Capparelli.
Sassen está atualmente casada com o sociólogo Richard Sennett.

## Cidade global
Em seu artigo "The Global City: Introducing a Concept", Sassen lembra que a ideia de cidade mundial aparece  em  Goethe (Weltstadt), tendo sido relançada e desenvolvida por Peter Hall, na formulação do conceito de world city, posteriormente refinado por John Friedmann e Wolff Goetz. Ela também reconhece ter desenvolvido o seu conceito de cidade global, apresentado em The Global City (1991), a partir das noções de cidade mundial, de  Hall,  Friedman  e Wolff Goetz, bem como da ville-monde, de Braudel, e da cidade informacional, de Castells, aportando os desenvolvimentos teóricos posteriores acerca do processo de globalização e da sua expressão nas cidades. 

## Obra

### Livros autorais
- The Global City: New York, London, Tokyo (Princeton: Princeton University Press, 2001) 2ª ed., original de 1991;ISBN 0-691-07063-6.
- The Mobility of Labor and Capital. A Study in International Investment and Labor Flow (Cambridge: Cambridge University Press, 1988) ISBN 0-521-38672-1.
- Cities in a World Economy (Thousand Oaks, Calif. : Pine Forge Press, 2018)  5ª ed. atualizada, original de 1994; Series: Sociology for a new century, ISBN 1-4129-3680-2.
- Losing control? Sovereignty in An Age of Globalization (New York: Columbia University Press, 1996) Series : University seminars — Leonard Hastings Schoff memorial lectures, ISBN 0-231-10608-4.
- Globalization and its discontents. Essays on the New Mobility of People and Money (New York: New Press, 1998), ISBN 1-56584-518-8.
- Guests and aliens (New York: New Press, 1999) ISBN 1-56584-608-7.
- The global city : New York, London, Tokyo (Princeton : Princeton University Press, 2001) 2ª ed. atualizada, original de 1991; ISBN 0-691-07063-6.
- Territory, Authority, Rights: From Medieval to Global Assemblages (Princeton: Princeton University Press, May 2006) ISBN 0-691-09538-8. Awards for TAR: Winner of the 2007, Distinguished Book Award, Political Economy of the World-System Section, by ASA; Winner of the 2007 Robert Jervis and Paul Schroeder Best Book Award, International History and Politics section, by APSA
- Elements for a Sociology of Globalization [or A Sociology of Globalization] (W.W. Norton, 2007) ISBN 0-393-92726-1.
- Expulsions: Brutality and Complexity in the Global Economy (Cambridge, MA: Belknap Press, 2014) ISBN 978-0674599222.

### Edição de livros
- Global networks, linked cities, ed. Saskia Sassen (New York : Routledge, 2002) ISBN 0-415-93162-2, ISBN 0-415-93163-0.
- Digital Formations: IT and New Architectures in the Global Realm, eds. Robert Latham and Saskia Sassen (Princeton: Princeton University Press, 2005) ISBN 0-691-11986-4, ISBN 0-691-11987-2.
- Deciphering the Global: Its Scales, Spaces and Subjects (New York: Routledge, 2007).

### Capítulos de livros

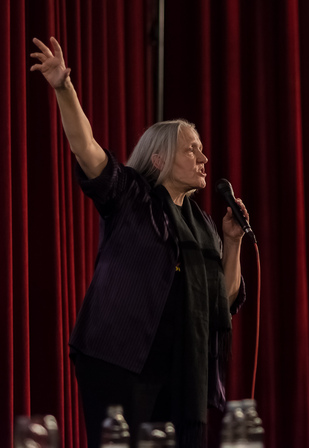
Sassen no Subversive Festival (Zagreb, 2012)

- "Mediating practices : women with/in cyberspace", in eds. John Armitage and Joanne Roberts, Living with cyberspace : technology & society in the 21st century (London : Athlone; New York : Continuum, 2002) viii, 203 p., ISBN 0-485-00444-5, ISBN 0-485-00636-7, ISBN 0-8264-6035-6, ISBN 0-8264-6036-4.
- "Beyond sovereignty: de facto transnationalism in immigration policy", in eds. Friedmann, Jonathan and Randeria, Shalini, Worlds on the move : globalization, migration, and cultural security (London; New York : Tauris 2004) xix, 372 p., 24 см, Series : Toda institute book series on global peace and policy 6, ISBN 1-86064-951-3.
- "Electronic markets and activist networks: The weight of social logics in digital formations", in Digital Formations: IT and New Architectures in the Global Realm, eds. Robert Latham and Saskia Sassen (Princeton: Princeton University Press, 2005) ISBN 0-691-11986-4, ISBN 0-691-11987-2, p. 54-88.
- "When Places Have Deep Economic Histories", in eds. Goldsmith, Stephen and Elizabeth, Lynne,   What We See: Advancing the Observations of Jane Jacobs (Oakland, CA : New Village Press  2010) pp 263 – 275, ISBN 978-0-9815593-1-5.

### Artigos
- "Embedded borderings: making new geographies of centrality", Territory, Politics, Governance, March 2017.
- "How Population Lies : True, big cities no longer draw big numbers. But that doesn't mean their power is slipping too.", Newsweek International, July 3–10, 2006.
- "Predatory Formations Dressed in Wall Street Suits and Algorithmic Math", Science, Technology & Society, February 2017.
- "'One of the most culturally diverse cities in the UK': Saskia Sassen on Manchester", City Metric, June 2017.
- "Migration policy: from control to governance : In the United States and Europe alike, immigration policy isn't working -- and the failure is most evident at the crossing-points of the rich and poor worlds, from the Mexican border to the Canary Islands.", openDemocracy (July 13, 2006).
- "The repositioning of citizenship and alienage: Emergent subjects and spaces for politics", Globalizations, volume 2, number 1, (2005), p. 79-94.
- "Regulating Immigration in a Global Age: A New Policy Landscape", Parallax, volume 11, number 1 (2005), p. 35-45.
- "Comment: We seem to have forgotten history", The Guardian (February 26, 2004).
- "Going Beyond the National State in the USA: The Politics of Minoritized Groups in Global Cities", Diogenes, volume 51, number 3 (2004), p. 59-65.
- "The new lords of Africa", in The Guardian July 9, 2003; also in Peacework, volume 30, number 338, September 2003, p20-21, ISSN 0748-0725.
- ""A message from the global south," (Special report: Terrorism in the US), The Guardian (September 12, 2001).
- "Special report: refugees in Britain — Unstoppable immigrants", in The Guardian (September 12, 2000).
- "Home truths: The notion that the west is threatened with mass invasions of immigrants is a myth," (Refugees in Britain: special report), The Guardian (Saturday April 15, 2000).
- "Women's burden : counter-geographies of globalization and the feminization of survival", Journal of international affairs, [New York], volume 53, number 2, p. 504-524 (2000), ISSN 0022-197X.
- Cities : between global actors and local conditions (College Park, MD. : Urban Studies and Planning Program, University of Maryland, c1999) "The 1997 Lefrak monograph".
- "Beyond Sovereignty: De-Facto Transnationalism in Immigration Policy", in European Journal of Migration and Law, volume 1, p. 177-198, 1999; também publicado como The De-facto Transnationalizing of Immigration Policy (Florença: Centro Robert Schuman do Instituto Universitário Europeu, 1996).
- "Global financial centers", in Foreign affairs, [New York], volume 78, number 1, p. 75-87 (1999), ISSN 0015-7120.
- The De-facto Transnationalizing of Immigration Policy (Florença: Centro Robert Schuman do Instituto Universitário Europeu, 1996); [também publicado em "Beyond Sovereignty: De-Facto Transnationalism in Immigration Policy", in European Journal of Migration and Law, volume 1, 1999, p. 177-198.]
- Transnational economies and national migration policies (Amsterdam : Institute for Migration and Ethnic Studies, University of Amsterdam, 1996), ISBN 90-5589-038-3.
- "Analytic borderlands : race, gender and representation in the new city", in King, Anthony D. (ed.), Re-presenting the city : ethnicity, capital, and culture in the 21st-century metropolis (New York : New York University Press, 1996) p. 183-202, ISBN 0-8147-4678-0, ISBN 0-8147-4679-9.
- [com Morita, Kiriro], "The New illegal immigration in Japan 1980-1992", in The international migration review (New York : Center for Migration Studies, 1994), volume 28, number 1, p. 153-163, ISSN 0197-9183.
- [com  Smith, Robert] Post-industrial employment and third world immigration : casualization and the New Mexican migration in New York (New York, N.Y. : Columbia University, Institute of Latin American and Iberian Studies, 1991) Series : Papers on Latin America #26.
- New York City's informal economy (Los Angeles, Calif. : University of California Los Angeles, Institute for Social Science Research, [1988?]) Series : ISSR working papers in the social sciences, 1988–89, volume 4, number 9.

### Dissertaçõess
- [como Sassen-Koob, Saskia] Non-dominant ethnic populations as a possible component of the U.S. political economy : the case of blacks and Chicanos (Tese, Ph.D., Universidade de  Notre Dame, 1974).
- [como Sassen-Koob, Saskia] Social stratification, ethnicity and ideology : Anglos and Chicanos in the United States (Dissertação, M.A., University of Notre Dame, 1971).